# پنتاکس کی۱۰دی

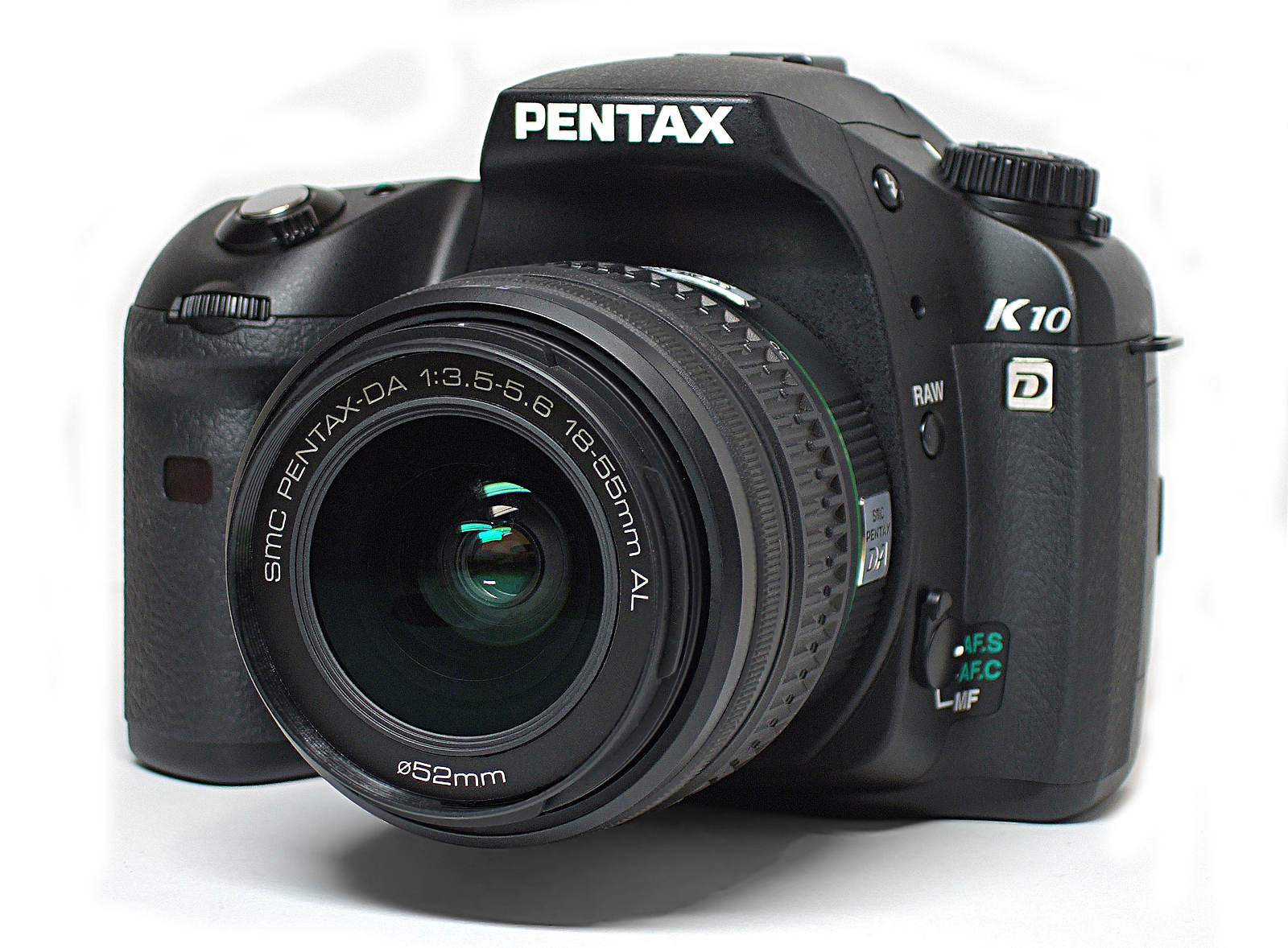
تصویری از یک دوربین K10D ساخته شرکت پنتاکس

پنتاکس کی۱۰دی (به انگلیسی: Pentax K10D) یک دوربین عکاسی ساخت شرکت پنتاکس است.